# Gymnopilus junonius
Гімнопіл Юнони (Gymnopilus junonius) — вид грибів роду Гімнопіл (Gymnopilus). Сучасну біномінальну назву надано у 1960 році.

## Будова
Оксамитова яскрава оранжево-коричнева шапинка — 8–15 см. Вона покрита численними прижатими, радіально розташованими лусочками. Пластинки густі, рівні, широкі, прирослі або слабо набігаючі на ніжку. Вони спочатку жовті, пізніше іржаво-оранжеві або іржаво-коричневі. Ніжка — товста і волокниста, 5–15 см висоти, діаметром 1–3,5 см, з потовщенням біля основи.

## Життєвий цикл
Плодові тіла з'являються з червня до грудня.

## Поширення та середовище існування
Росте групами у широколистяних лісах на пеньках та біля основ дерев.

## Практичне використання
Не їстівний. Цей гриб містить біс-норянгонін і гіспідин, які структурно пов’язані з альфа-піронами, які містяться в каві. Нейротоксини, відомі як олігоізопреноїди, також були знайдені в цьому виді.

## Галерея

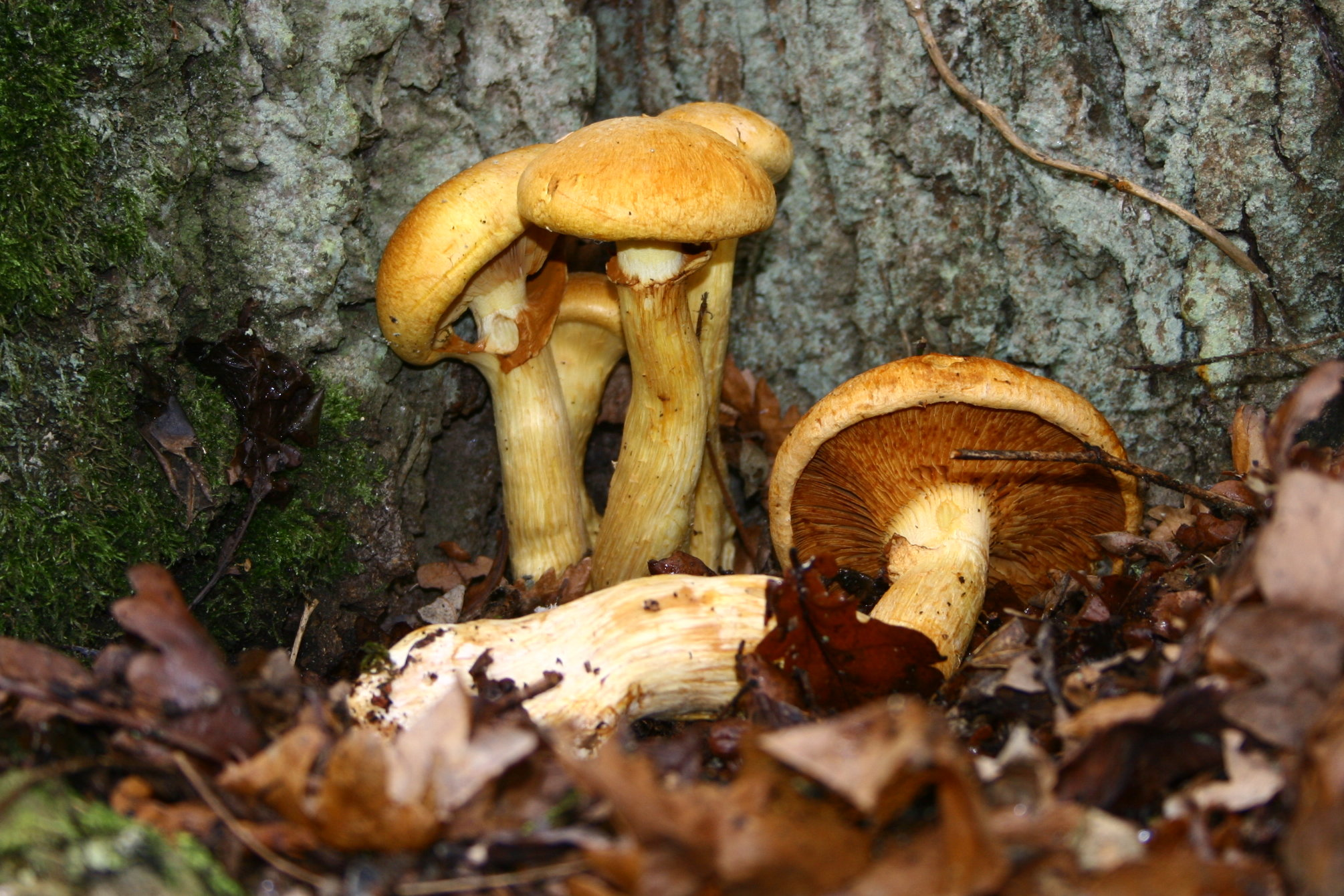
Група при основі дерева
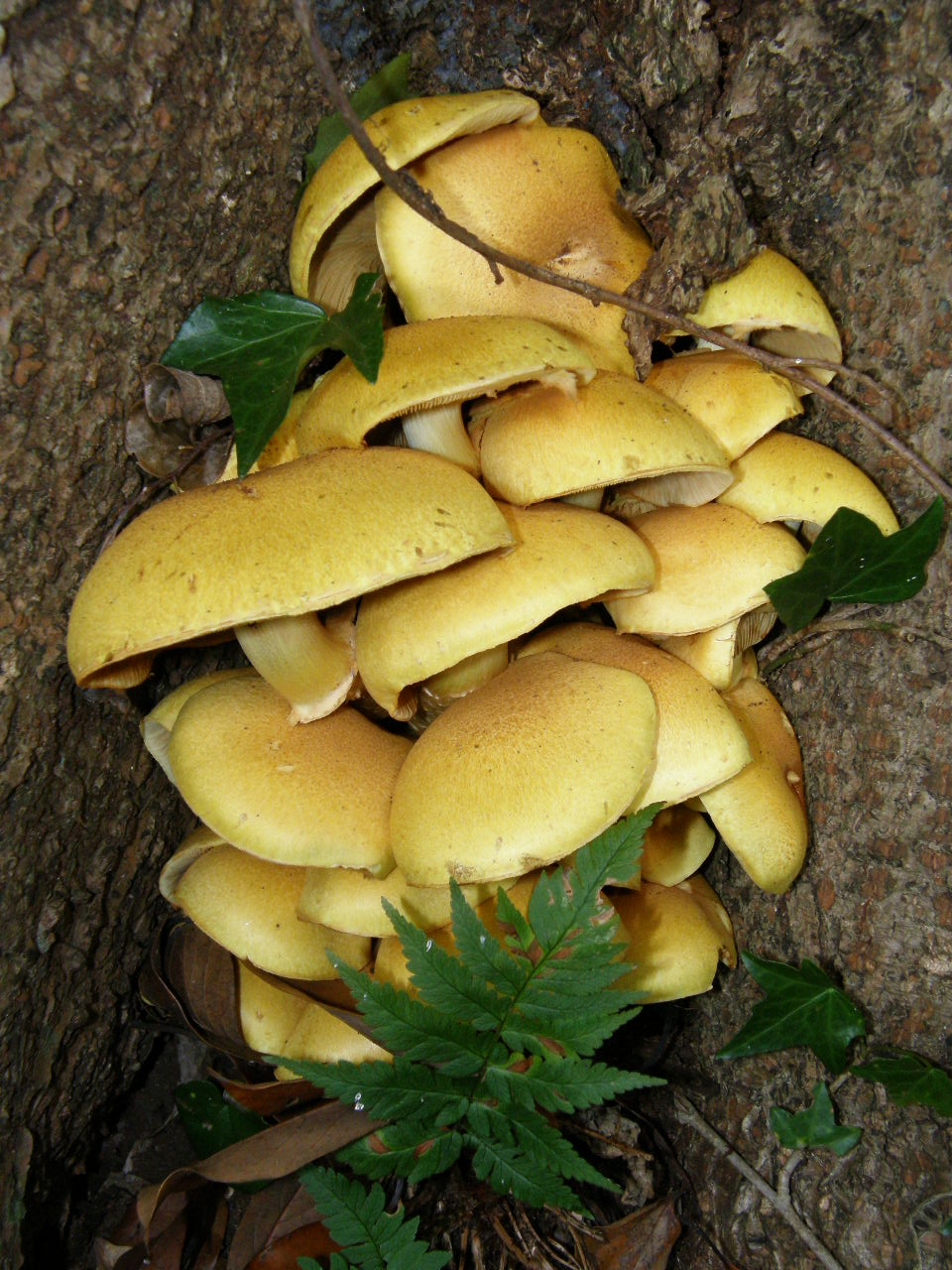
Велика група грибів
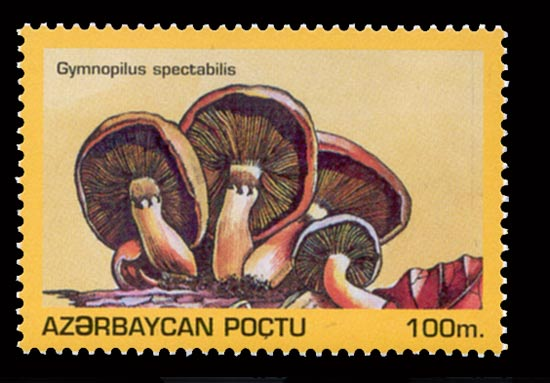
На марці Азербайджану